# 헨리 캐번디시

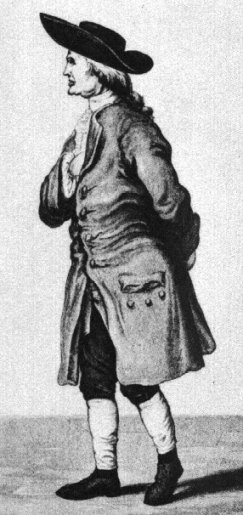
헨리 캐번디시

헨리 캐번디시(Henry Cavendish, FRS, 1731년 10월 10일~1810년 2월 24일)는 영국의 화학자이자 물리학자이다. 수소의 발견으로 널리 알려져 있다.

## 생애
헨리는 유력 귀족 가문인 데번셔 공작가(캐번디시가) 출신으로, 1731년 제2대 데번셔 공작 윌리엄 캐번디시의 삼남 찰스 캐번디시 경과 제1대 켄트 공작 헨리 그레이의 딸 앤 그레이 사이의 아들로 프랑스의 니스에서 태어났다. 1742년부터 런던 근교의 해크니에서 학교를 다니기 시작하였고, 1749년 케임브리지 대학교의 피터하우스 대학에 입학하였으나 학위를 받지 않고 1753년에 그만두었다. 그가 약 40살이 되기 전까지는 아버지에게서 적당한 용돈을 받으며 살아갔으나, 그의 아버지가 죽은 후 캐번디시가 물려받은 재산은 그를 당대 최고의 부자로 만들어 주었다. 그는 주로 런던의 클래펌 커먼에서 살았으나, 블룸스버리에도 저택을 가지고 있었으며, 그의 도서관은 소호의 딘 거리에 있었다. 그가 신뢰하는 사람이라면 책을 빌려갈 수도 있었으나, 그의 깐깐한 성격 탓에 반드시 서적 대출 장부를 작성해야했다.
캐번디시는 1760년부터 왕립 학회의 회원이었지만, 목요일마다 학회의 회원들과 함께 식사를 하는 것 외에는 학회와 그다지 접촉하지는 않았다. 그는 사람들의 주목을 끄는 것을 싫어했으며, 친척들과도 잘 교류하지 않았고 심지어 그의 상속인인 조지 캐번디시와도 1년에 잠깐 동안 만나는 것이 고작이었다. 캐번디시는 집안의 하인들과도 접촉하는 것을 피하기 위해서 그가 테이블에 저녁식사 메뉴를 적은 쪽지를 올려놓으면 그것을 보고 저녁을 준비할 정도였으며, 특히 하녀들과 마주치는 것을 싫어해서 그와 마주친 하녀는 해고시킬 정도였다. 그는 키가 컸고 마른 편이었으며 유행이 지난 이상한 옷을 입고 다녔고, 그의 재단사가 오는 날쯤이 되면 그의 모습은 거의 초라해 보일 수준이었다. 말을 약간 더듬기도 하였고, 수줍음을 많이 타는 성격이었다. 이 때문에 올리버 색스와 같은 현대의 작가들은 그가 아스퍼거 증후군을 앓았을 가능성을 제안하기도 했다.
그는 1810년 런던에서 사망하였으며 사망 당시 영국에서 가장 재산이 많은 사람 중 하나였다. 1874년 세워진 캐번디시 연구소는 그를 기리는 의미에서 이름이 붙여여졌다.

## 과학적 업적
캐번디시는 과학적으로 상당히 넓은 범위를 다루었으며 그의 연구는 엄청난 엄밀함과 정확성을 가지고 있었다. 그가 그 스스로 출판한 논문은 그의 연구에 대한 불완전한 기록으로 이루어져 있는데, 이마저도 대부분 그의 사후 대중들에게 알려졌다. 그는 그 스스로 자신의 성과를 알리는 편은 아니었지만, 이에 비해서 그의 명성은 높아 1803년에는 프랑스 학술원의 8명의 국외 회원 중 한 명으로 임명되기도 하였다.

### 화학
기록상의 캐번디시의 첫 번째 연구는 비소에 관한 것이었으며, 1764년경에 이루어졌다. 이후 1766년부터 왕립 학회와 기체의 성질에 대해서 연구 결과를 교류하기 시작하였다. 그는 1766년 발표한 논문에서 처음으로 수소를 독립된 원소로 보았으며, 이를 '가연성 공기'라고 불렀다. 또한 이산화 탄소에 대해서도 연구하였다. 또한 이들 기체들의 공기에 대한 비중을 측정하였으며, 여러 액체에 대한 용해도를 측정하기도 하였다. 그 결과 이산화 탄소는 일반적인 공기에 부피비로 1/9정도로 포함되어 있으며, 연소를 일으키지 않는다는 사실을 알 수 있었고 또한 발효 또는 부패 과정에서 발생하는 기체가 대리석으로부터 얻을 수 있는 이산화 탄소와 성질이 같다는 것을 알아냈다. 1767년 발표한 논문에서 그는 런던에서 펌프로 퍼낸 물을 분석하여 물에 존재하는 석회질 성분이 이산화 탄소를 녹인 물에도 존재한다는 사실을 알아냈다.
캐번디시는 그 후로 전기를 연구하여 왕립 학회에 논문을 제출하였으나 이 논문들은 1771년부터 1781년 사이에 행해진 연구의 일부만 포함하고 있었고, 나머지는 그의 사후 발견되었다. 그의 논문들은 오랫동안 공개되지 않고 있다가, 데본셔 공작의 허락 하에 제임스 맥스웰에 의해서 편집되어 1879년에 Electrical Researches of the Hon이란 제목의 책으로 출간될 수 있었다. 1777년 또는 1778년에 캐번디시는 기체 연구를 재개하였으나, 1783년 새로운 산소량 측정기의 개발과 공기의 성분에 대한 논문을 발표할 때까지 어떠한 연구 성과도 출판하지 않았다. 1781년 그는 공기 중의 산소의 비율은 장소에 상관없이 일정하다는 사실을 밝혀내었다.
1784년과 1785년에 발표된 두 편의 논문은 캐번디시의 물과 질산에 대한 연구결과를 포함하고 있다. 캐번디시는 2부피의 수소를 5부피의 공기 존재 하에 불태웠는데, 그 결과 공기의 약 1/5정도가 사라지고 이슬이 결정되는 것을 발견하였다. 그는 실험 결과 발생한 이슬이 물이라고 판단하였다. 또한 다른 실험에서 그는 수소와 산소의 혼합물에 전기를 통했는데, 그 결과 물과 질산이 발생하였다. 그는 질산이 발생한 것은 산소에 포함되어있는 불순물인 질소 때문이라고 생각하였다. 1785년의 논문에서 그는 이를 확인하기 위해서 공기 중에 전기를 흘려보냈고, 그 결과 질소가 산소와 반응하여 질산을 생성하는 것을 확인하였다. 또한 그는 공기 중의 모든 질소가 반응하여 질산을 생성할 수 있는지 알아보기 위해서 실험을 하였는데, 그 결과 약 1/120정도의 기체가 변하지 않고 남는 것을 알 수 있었다. 이때 남은 기체가 비활성 기체인 아르곤이라는 사실은 거의 100년이 지나서야 알려졌다. 1788년의 논문에서 그는 1785년의 논문에 포함되어있는 연구 결과의 확실함을 확인하였다. 캐번디시는 플로지스톤설을 믿었으나 조지프 프리스틀리처럼 그것을 끝까지 고집하지는 않았다.

### 열
일찍이 캐번디시는 열에 대해서 연구하곤 하였지만 1783년까지는 그의 연구에 대해서 언급하지 않았다. 1783년과 1786년, 1788년에 출판된 열에 대한 논문들은 모두 여러 가지 물질들을 냉각할 때 생기는 현상에 대한 것이었다. 그는 어떤 물체의 열량은 열소가 얼마나 많이 포함되어 있느냐에 따른다고 생각하였고, 아이작 뉴턴의 생각을 받아들여 입자의 운동과 열이 관련되어 있다고 생각하였다.(현재 열소의 존재는 부정된다.) 그는 온도계 제작과 사용에 대한 논문을 1776년에 발표하기도 하였다.

### 지구의 밀도
1789년 캐번디시는 지구의 밀도 측정에 대한 논문을 제출하였다. 그는 친구인 지진학자 존 미첼이 고안한 기구를 사용하였다. 그는 지구의 비중을 5.48로 측정하였다. 이 실험을 캐번디시의 실험이라고도 한다.

## 같이 보기
- 수소

 본 문서에는 현재 퍼블릭 도메인에 속한 브리태니커 백과사전 제11판의 내용을 기초로 작성된 내용이 포함되어 있습니다.